# Григорьев, Павел Михайлович
Павел Михайлович Григорьев (29 июня 1921, Средне-Ахтубинское, Царицынская губерния — 3 мая 1978, Волгоград) — сержант Рабоче-крестьянской Красной Армии, участник Великой Отечественной войны, Герой Советского Союза (1944).

## Биография
Павел Григорьев родился 29 июня 1921 года в селе Средняя Ахтуба (ныне — посёлок в Среднеахтубинском районе Волгоградской области) в крестьянской семье. Окончил неполную среднюю школу. В январе 1943 года Григорьев был призван на службу в Рабоче-крестьянскую Красную Армию и направлен на фронт Великой Отечественной войны. К сентябрю 1943 года сержант Павел Григорьев был наводчиком орудия 179-го истребительного противотанкового артиллерийского полка 3-й гвардейской армии Юго-Западного фронта. Отличился во время освобождения Запорожской области Украинской ССР.
26 сентября 1943 года расчёт Григорьева совместно с пехотным подразделением отразил немецкую контратаку в районе села Магдалиновка Ореховского района, уничтожив 3 САУ «Фердинанд». В том бою Григорьев получил тяжёлое ранение, но поля боя не покинул, продолжая сражаться.
Указом Президиума Верховного Совета СССР от 22 февраля 1944 года сержант Павел Григорьев был удостоен высокого звания Героя Советского Союза с вручением ордена Ленина и медали «Золотая Звезда».
В 1945 году Григорьев был демобилизован. Проживал в Волгограде, был заведующим районным собесом Советского района города. Умер 3 мая 1978 года.
Был также награждён орденом Отечественной войны 2-й степени (10.04.1943) и рядом медалей.

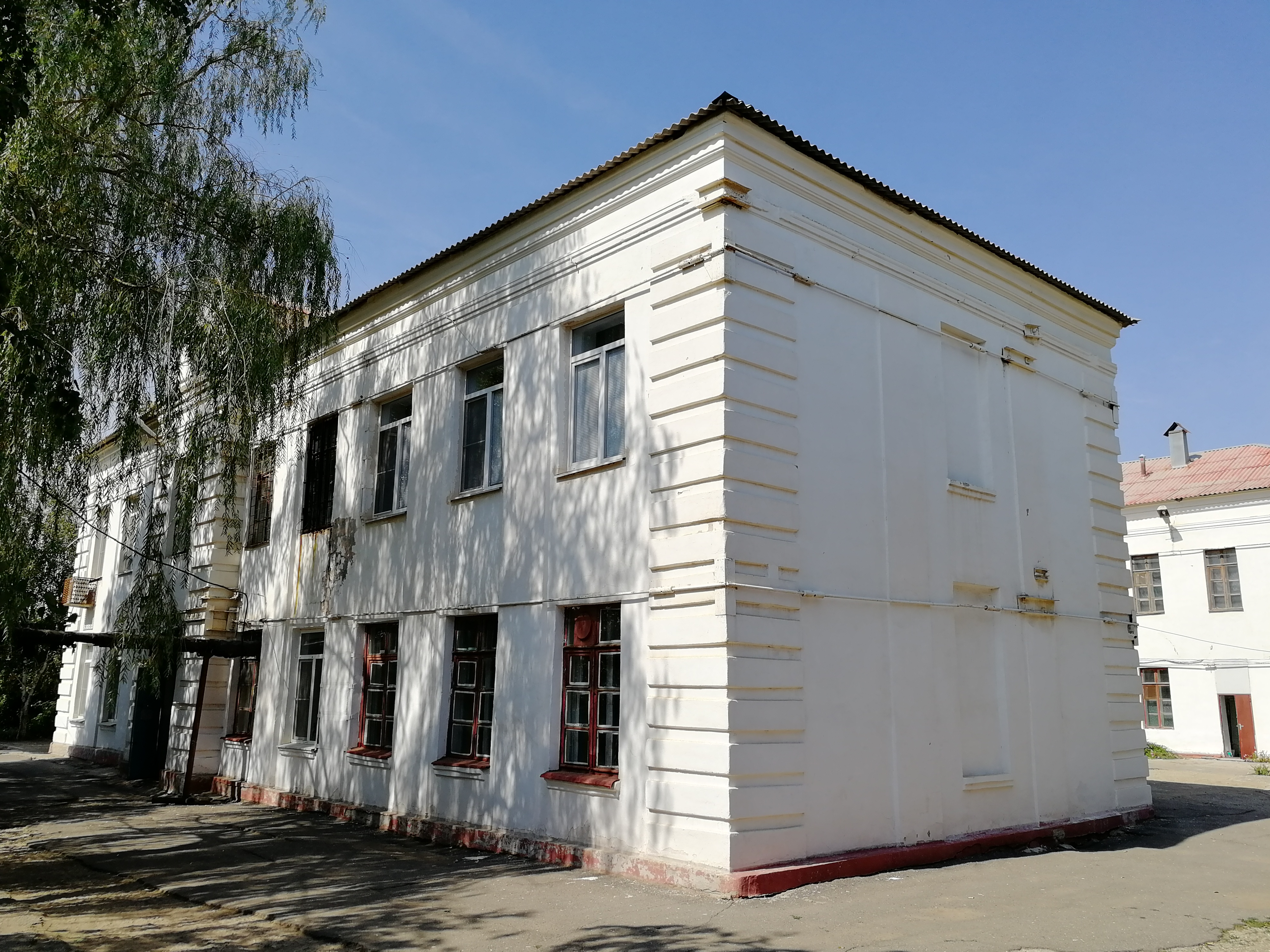
Школа, в которой учился Павел Михайлович Григорьев
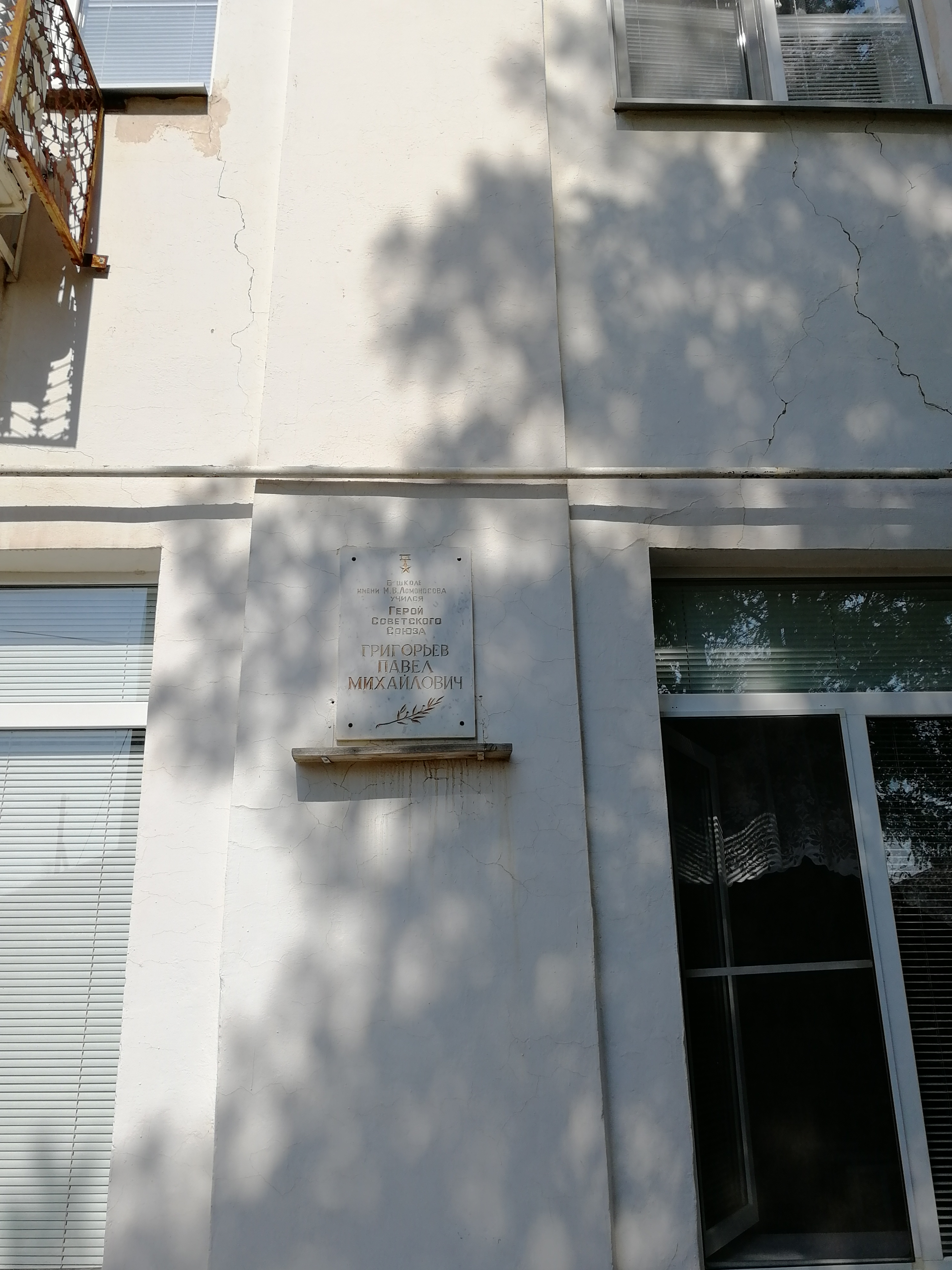
Памятная табличка на школе №2 в посёлке Средняя Ахтуба